# Jay Lake
Jay Lake (Tajvan, 1964. június 6. – Portland, Oregon, 2014. június 1.) amerikai sci-fi- és fantasyszerző.

## Életpályája
Termékmenedzserként dolgozott az írás mellett.

## Munkássága
2001-ben kezdett el írni. Első novellája a The Courtesy of Guest volt, amely a Bones of the World antológiában jelent meg. 2009-ig több, mint 240 elbeszélése és 6 regénye jelent meg.

### Díjak, nevezések
- 2003 Writers of the Future
- 2004 John W. Campbell Award for Best New Writer in Science Fiction
- 2004 Hugo-díjas rövid kisregények Into the Gardens of Sweet Night jelölt